# Base Aérea de Pleso
La Base Aérea de Pleso (en croata: Zrakoplovna baza Pleso) es una base aérea de la Fuerza Aérea Croata situada en Pleso, Croacia. La base comparte instalaciones con el Aeropuerto de Zagreb, y desde que se formó la Fuerza Aérea Croata en 1991, ha sido el principal acuartelamiento de los aviones caza de Croacia. La base ha alojado también a los helicópteros Mil Mi-24, aunque actualmente estos están fuera de servicio. Al mismo tiempo, la base es utilizada por las fuerzas de la ONU.

## Unidades
- 9 Mikoyan-Gurevich MiG-21
- 2 Antonov An-32
- 4 Canadair CL-415

Dos escuadrones de MiG-21 del total de 5 de la Fuerza Aérea Croata se encuentran en Pleso. Al igual que en la Base Aérea de Split, siempre hay dos aviones MiG-21 a disposición, armados con misiles R-60 (AA-8Aphid) aire-aire.

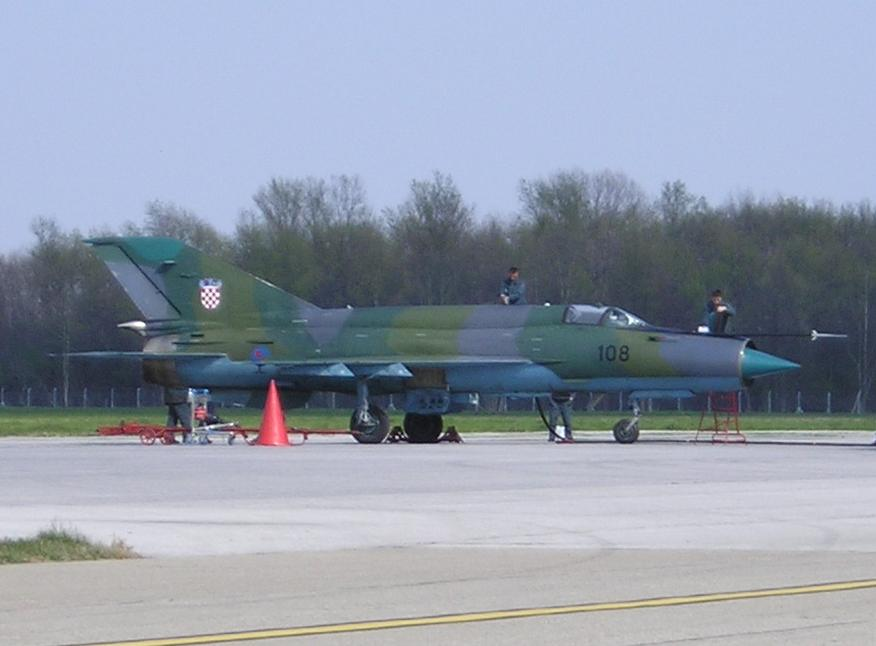
MiG-21 de la Fuerza Aérea Croata.